# Anolis punctatus
Anolis punctatus är en ödleart som beskrevs av  Daudin 1802. Anolis punctatus ingår i släktet anolisar, och familjen Polychrotidae.

## Underarter
Arten delas in i följande underarter:
- A. p. punctatus
- A. p. boulengeri

## Bildgalleri

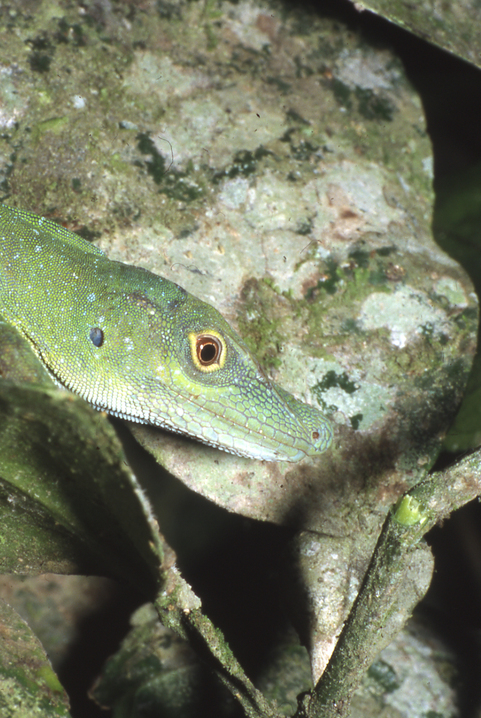